# Daniela Klemenschits
Daniela Klemenschits (Viena, 13 de Novembro de 1982 - Salzburg, 9 de Abril de 2008) foi uma tenista profissional austríaca que competia em torneios de duplas com sua irmã Sandra Klemenschits. Acabou falecendo em 9 de Abril de 2008, com 25 anos, em complicações de tumores e câncer.

## WTA finais

### Duplas: 1 (0 título, 1 vice)
| Campeã — Legenda                             |
| -------------------------------------------- |
| Grand Slam (0–0)                             |
| WTA Tour (0–0)                               |
| Tier I / Premier Mandatory & Premier 5 (0–0) |
| Tier II / Premier (0–0)                      |
| Tier III, IV & V / International (0–1)       |

| Titulos por Piso |
| ---------------- |
| Duro (0–1)       |
| Saibro (0–0)     |
| Grama (0–0)      |
| Carpete (0–0)    |

| Posição | N. | Data         | Torneio                         | Piso | Parceira            | Oponente                              | Placar   |
| ------- | -- | ------------ | ------------------------------- | ---- | ------------------- | ------------------------------------- | -------- |
| Vice    | 1. | 21 Maio 2005 | İstanbul Cup, Istanbul, Turquia | Duro | Sandra Klemenschits | Marta Marrero Antonella Serra Zanetti | 4–6, 0–6 |